# Boldești-Gradiștea
Boldești-Gradiștea est une commune roumaine du județ de Prahova, dans la région historique de Valachie et dans la région de développement du Sud.

## Géographie
La commune de Boldești-Gradiștea est située dans le sud-est du județ, à la limite avec le județ de Buzău et celui de Ialomița, dans la plaine valaque, à 18 km au sud de Mizil et à 51 km au sud-est de Ploiești, le chef-lieu du județ.
La municipalité est composée des deux villages suivants (population en 1992) :
- Boldești (1 099), siège de la commune ;
- Gradiștea (1 064).

## Politique
| Parti | Parti                        | Sièges |
| ----- | ---------------------------- | ------ |
|       | Parti national libéral (PNL) | 6      |
|       | Parti social-démocrate (PSD) | 4      |
|       | Parti social roumain (PSRo)  | 1      |

## Religions
En 2002, la composition religieuse de la commune était la suivante :
- Chrétiens orthodoxes, 96,32 % ;
- Adventistes du septième jour, 2,26 %.

## Démographie
En 2002, la commune comptait 1 984 Roumains, soit la totalité de la population. On comptait à cette date 805 ménages et 790 logements.
| 1992  | 2002  | 2007  |
| ----- | ----- | ----- |
| 2 163 | 1 984 | 1 980 |

## Économie
L'économie de la commune repose sur l'agriculture, l'élevage et la pisciculture (nombreux étangs).

## Communications

### Routes
- Direction nord, DJ102D vers Mizil.
- Direction sud, DJ102D vers Sălciile et le județ de Ialomița.